# Плімут (округ, Айова)
Шаблон:StateAbbr_ 42°44′18″ пн. ш. 96°13′13″ зх. д. / 42.738333333333° пн. ш. 96.220277777778° зх. д.
Округ  Плімут (англ. Plymouth County) — округ (графство) у штаті  Айова, США. Ідентифікатор округу 19149.

## Історія
Округ утворений 1851 року.

## Демографія
За даними перепису 
2000 року 
загальне населення округу становило 24849 осіб, зокрема міського населення було 9052, а сільського — 15797.
Серед мешканців округу чоловіків було 12350, а жінок — 12499. В окрузі було 9372 домогосподарства, 6806 родин, які мешкали в 9880 будинках.
Середній розмір родини становив 3,12.
Віковий розподіл населення поданий у таблиці:
| Стать    | До 15 років | 15-21 | 22-29 | 30-39 | 40-49 | 50-65 | 65-85 | Понад 85 |
| -------- | ----------- | ----- | ----- | ----- | ----- | ----- | ----- | -------- |
| Чоловіки | 2876        | 1386  | 966   | 1614  | 2023  | 1792  | 1494  | 199      |
| Жінки    | 2727        | 1182  | 963   | 1627  | 1969  | 1760  | 1888  | 383      |

## Суміжні округи
- Сіу — північ
- Черокі — схід
- Вудбері — південь
- Юніон, Південна Дакота — захід

## Виноски
1. ↑  U.S. Decennial Census. United States Census Bureau. Архів оригіналу за 12 травня 2015. Процитовано 20 липня 2014.
2. ↑  Historical Census Browser. University of Virginia Library. Архів оригіналу за 11 серпня 2012. Процитовано 20 липня 2014.
3. ↑  Population of Counties by Decennial Census: 1900 to 1990. United States Census Bureau. Архів оригіналу за 22 квітня 2014. Процитовано 20 липня 2014.
4. ↑  Census 2000 PHC-T-4. Ranking Tables for Counties: 1990 and 2000 (PDF). United States Census Bureau. Архів оригіналу (PDF) за 18 грудня 2014. Процитовано 20 липня 2014.
5. ↑  State & County QuickFacts. United States Census Bureau. Архів оригіналу за 5 лютого 2016. Процитовано 20 липня 2014.(англ.) Наведено за англійською вікіпедією.
6. ↑  American FactFinder. Бюро перепису населення США. Архів оригіналу за 26 лютого 2012. Процитовано 31 січня 2008.

| США | Це незавершена стаття з географії США. Ви можете допомогти проєкту, виправивши або дописавши її. |